# Damara

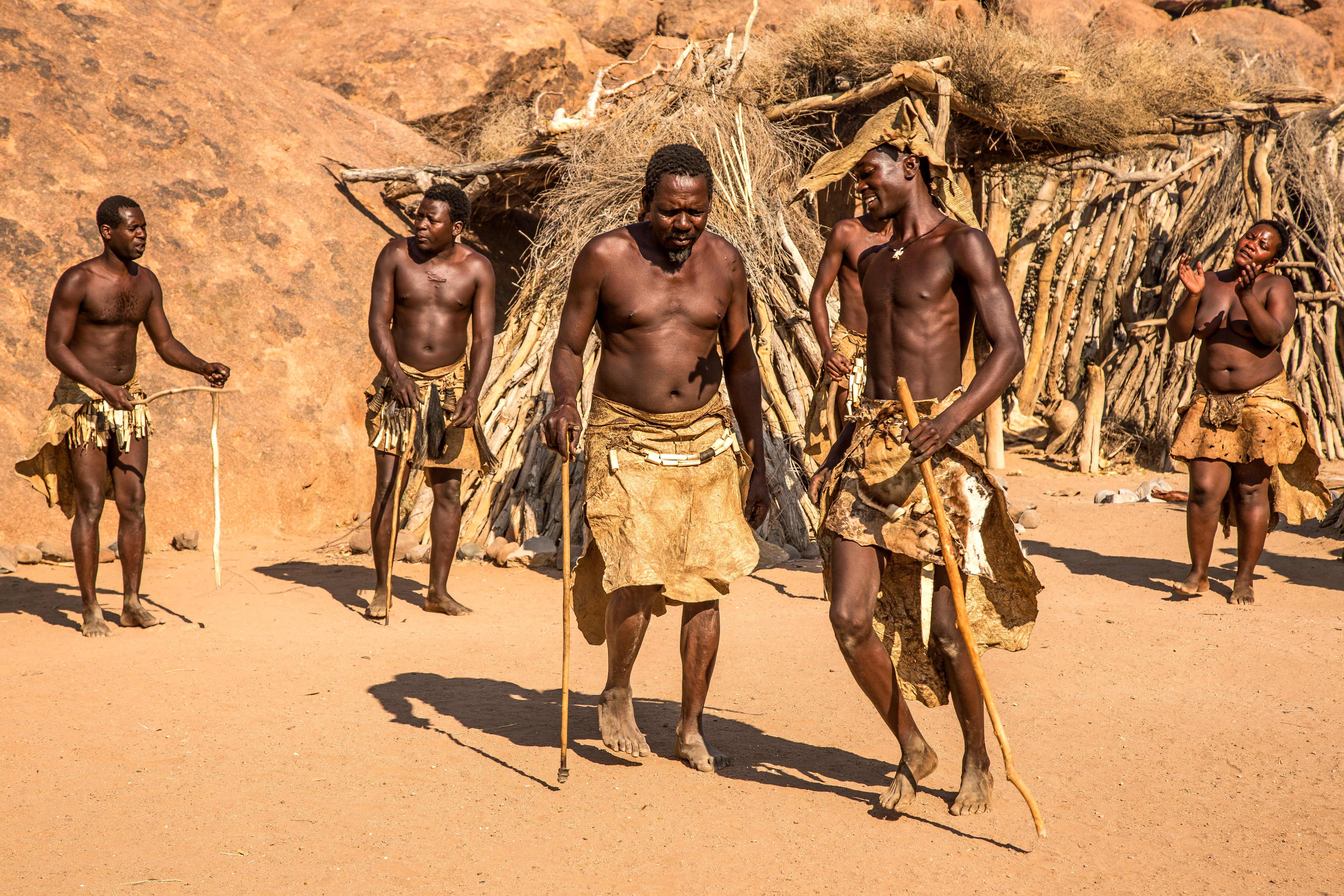
Damara

Die Damara, selten und vor allem historisch auch Dama, Bergdama oder Klippkaffern, sind eine afrikanische Volksgruppe mit Siedlungsgebieten in Namibia.

## Volksbezeichnung
Die Damara nennen sich selber ǂNūkhoenKlicklaut, was Schwarze Menschen bedeutet. Auf Nama werden sie ǃuinida, auf Herero ozonduka genannt. Die Bezeichnung Dama oder Bergdama (Damara ist eigentlich eine weibliche Dualform) ist nicht mehr geläufig.

## Herkunft und Sprache

Muttersprachler des Khoekhoegowab – inkl. Damara – in Namibia
<1 %
1–5,99 %
6–10,99 %
11–20,99 %
21–30,99 %
31–49,99 %

Die Damara sprechen eine Sprache, die der der Nama ähnelt und als Teil von Khoekhoegowab verstanden wird. Über ihren Ursprung ist viel spekuliert worden, da sie wohl nicht zu den Bantu-Völkern gehören, die sich mutmaßlich im 1. Jahrtausend n. Chr. in den südlichen Teil Afrikas, aber erst seit Mitte des 2. Jahrtausends ins Gebiet des heutigen Namibia ausbreiteten. Von den Khoi Khoi und den San unterscheiden sich die Damara äußerlich. Gleichwohl gelten sie zusammen mit den San als die ältesten Besiedler des südlichen Afrikas. Andererseits besitzen Sprache und Kultur viele Gemeinsamkeiten mit den Khoisan-Völkern (Khoi Khoi), so dass sie häufig dieser Gruppe zugeordnet werden.
Historisch waren die Damara, soweit sich dies rekonstruieren lässt, nie eine dominante Ethnie, sondern immer den anderen Völkern dieses Raumes untertan, bei den Herero, Nama und Afrikaanern standen sie über lange Zeit sogar im Sklavenstatus. Bei diesen Völkern genossen die Damara dennoch eine gewisse Wertschätzung, da sie die Kunst des Eisen- und Kupferschmelzens und des Schmiedens beherrschten – Fertigkeiten also, die bei der Speer- und Pfeilherstellung sehr wichtig waren. Die Beherrschung durch andere Volksstämme führte zu einem allmählichen, aber sehr weitgehenden Verlust der kulturellen Identität.

## Siedlungsgebiet

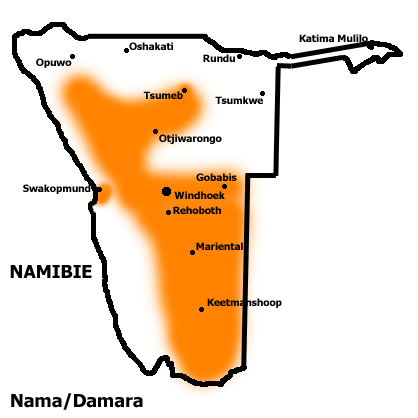
Traditionelles Siedlungsgebiet

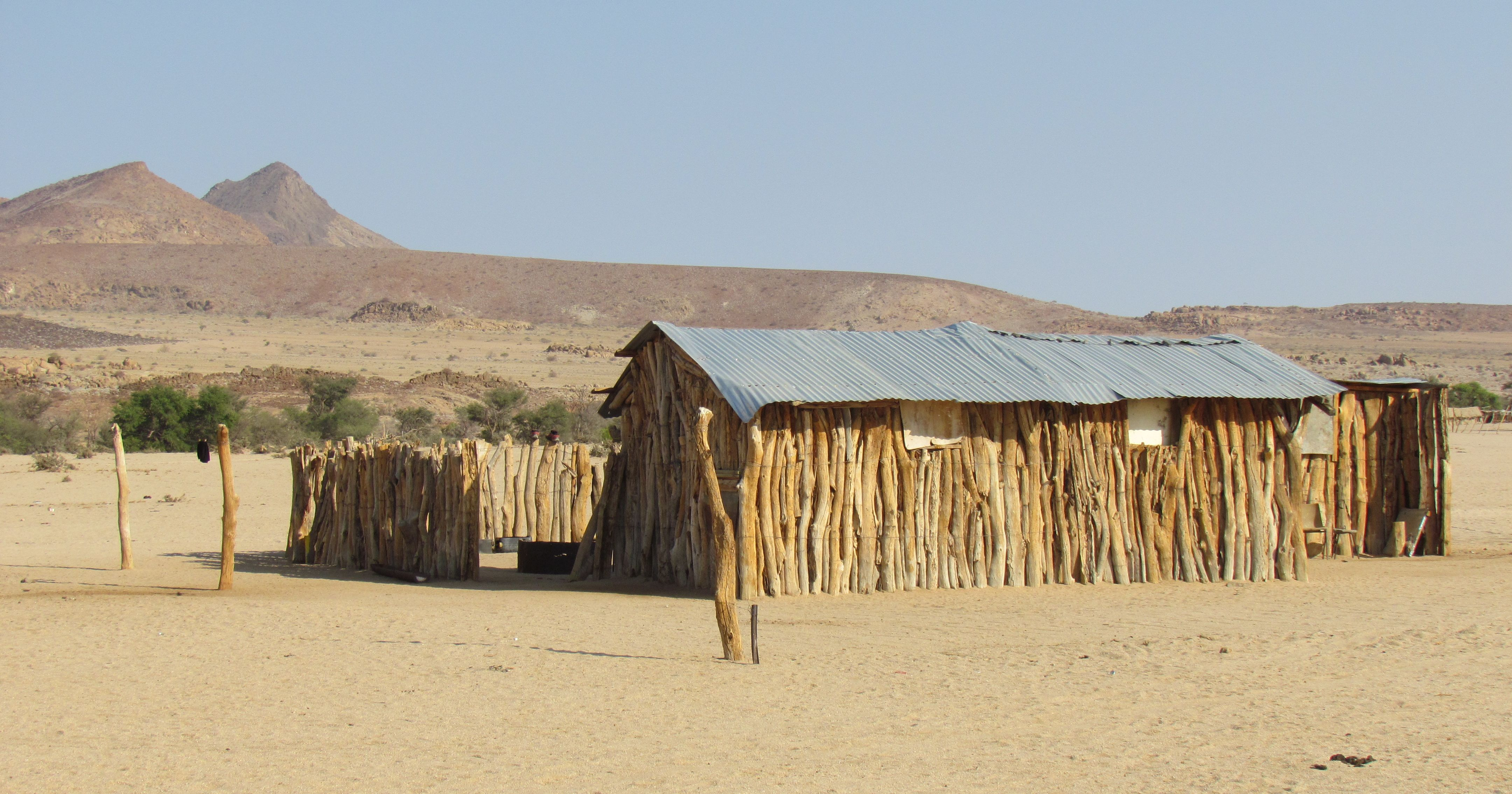
Damara-Hütte am Brandbergmassiv

In Namibia stellen sie etwa 5,6 % der Bevölkerung (Stand 2023;  170.000). Im Zusammenhang mit dem Odendaal-Plan richtete das Apartheidsregime in Südafrika das Damaraland 1973 als Homeland für die Damara zwischen dem Kaokoland und der Namib-Randzone ein.
Die Damara leben heute in zumeist ärmlichen Verhältnissen von Gartenbau und Viehzucht oder von der Minenarbeit im sogenannten „Kupferdreieck“.

## Religion und Kultur

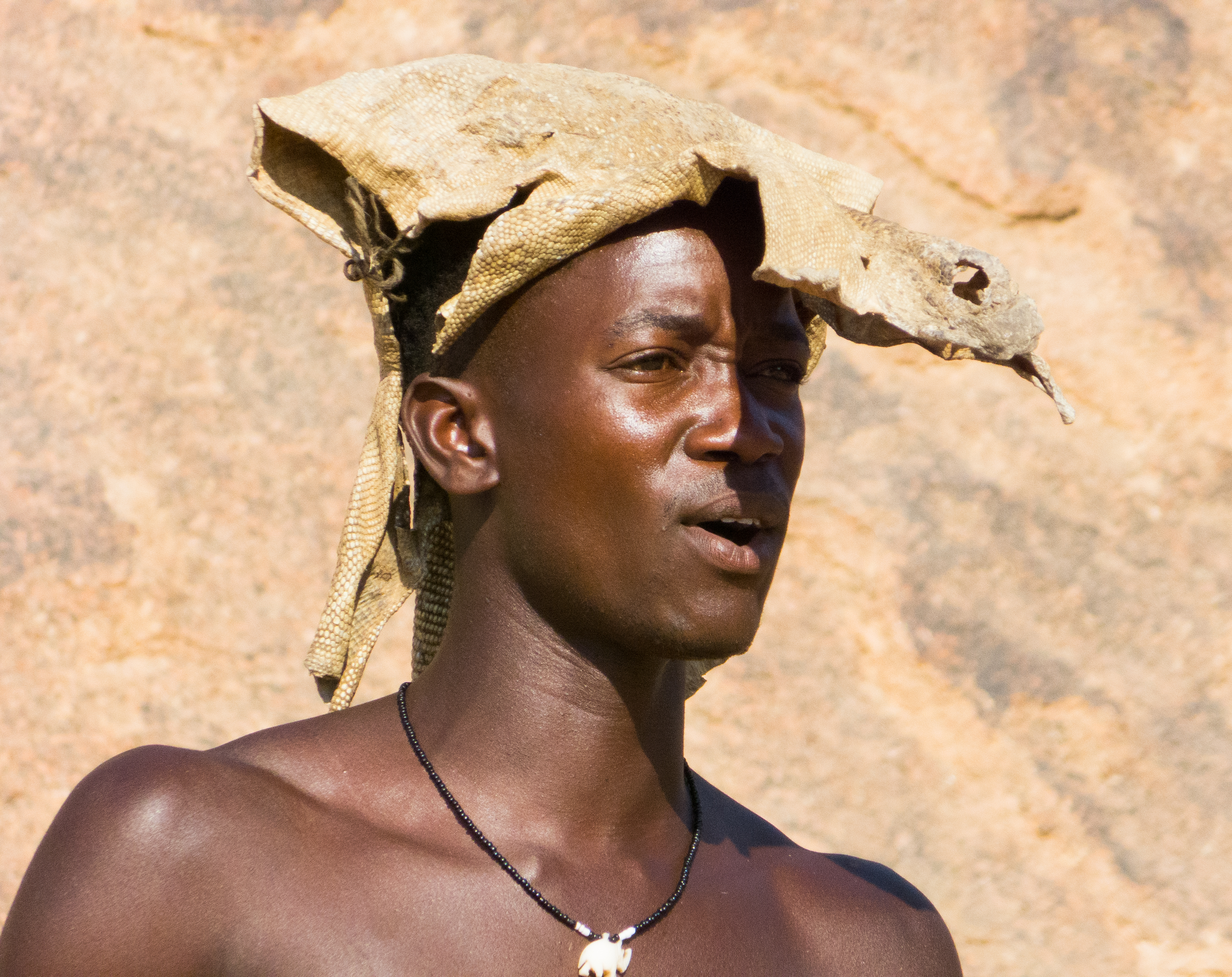
Damaramann mit traditionellem Kopfschmuck

Totenfurcht und Heilerkult kommen eine große Bedeutung zu. Auch die „Speisemeisterei“ (Vorkostertum) und Initiationsfeiern (junge Männer werden auf ihr Leben als Jäger vorbereitet) spielen eine religiös wichtige Rolle.
Traditionell sind Nachnamen bei den Damara zwischen dem weiblichen und männlichen Geschlecht unterschiedlich. So enden Nachnamen von Männern stets auf b, die von Frauen auf s. Beispiel hierfür ist Hage Geingob, während seine Ehefrau den Namen Geingos trug.

## Berühmte Damara
- Jackson Kaujeua (1953–2010), Musiker
- Frank Fredericks (* 1967), Leichtathlet
- Collin Benjamin (* 1978), Fußballspieler
- Hage Geingob (1941–2024), Premierminister

## Trivia
Nach den Damara benannt ist das Damarafaltengebirge, das vor 650–500 Millionen Jahren durch die Kollision des Kongo-Kratons und des Kalahari-Kratons entstand. Die an dieser Stelle zuvor existierende Meeresverbindung (Damarameer) wurde dabei geschlossen. Die Meeressedimente, die bei der Kollision an die Erdoberfläche transportiert wurden, sind inzwischen weitgehend abgetragen. Heute stehen deshalb vielerorts vor allem in Namibia entblößte Granitgesteine (Damara-Granite) an, die als unterirdische magmatische Intrusionen bei der Aufwölbung entstanden waren.
Andere Benennungen nach der Volksgruppe tragen unter anderem die Damaraseeschwalbe (Sterna balaenarum), Damara-Dikdik und das Damaraland (ehemaliges Homeland in Südwestafrika).